# Schlacht bei Bergen (1759)
Hastenbeck – Krefeld – Sandershausen – Mehr – Lutterberg 1758 – Bergen – Minden – Gohfeld – Fulda – Korbach – Emsdorf – Warburg – Rhadern – Kloster Kampen – Langensalza – Saalfeld – Vellinghausen – Arnsberg – Wilhelmsthal – Lutterberg 1762 – Brücker Mühle
Die Schlacht bei Bergen war eine Schlacht des Siebenjährigen Krieges am 13. April 1759 bei der Ortschaft Bergen in der Landgrafschaft Hessen-Kassel. Die Schlacht wurde ausgetragen zwischen königlich-französischen und alliierten Truppen.

## Verlauf
Der Oberbefehlshaber der vor allem aus kur-braunschweigisch-lüneburgischen („Kurhannover“), britischen und hessen-kasselschen und braunschweig-wolfenbüttelschen Regimentern bestehenden alliierten Armee (ca. 37.000 Mann), Herzog Ferdinand von Braunschweig-Wolfenbüttel, eröffnete den Feldzug des Jahres 1759. Seine Ausgangslage war nicht vielversprechend: Die französische Hauptmacht (66.000 Mann) unter Marschall de Contades drohte vom Niederrhein her bis Kurhannover vorzudringen. Zudem hatte der Herzog von Broglie seine Truppen (31.000 Mann) bei Frankfurt am Main konzentriert. Daher beabsichtigte Ferdinand, die beiden feindlichen Armeen nacheinander zu schlagen. Am 13. April 1759 traf er bei Bergen auf die Truppen des Herzogs von Broglie. Unverzüglich wurde der Angriff befohlen. Die Stellungen der Franzosen erwiesen sich jedoch als zu stark. Dreimal wurden die Alliierten abgewiesen. Um seine Armee in ihrer Gesamtheit nicht zu gefährden, brach Ferdinand daher die Schlacht unter dem Verlust von 2.373 Mann ab. Unter den Toten war der hessen-kasselsche General Graf Johann Casimir von Isenburg-Birstein. Obwohl sie siegreich waren, mussten die Franzosen den Verlust von fast 4.000 Mann hinnehmen, darunter der sächsische General Freiherr Georg Karl von Dyherrn.